# 라벨로
라벨로(이탈리아어: Ravello)는 이탈리아 캄파니아주 살레르노도 아말피 근처에 있는 코무네이다. 매년 7월에서 10월까지 큰 음악 축제가 열린다.

## 같이 보기
- 아말피 해안